# Syzygium marginatum
Syzygium marginatum är en myrtenväxtart som beskrevs av Pieter Willem Korthals. Syzygium marginatum ingår i släktet Syzygium och familjen myrtenväxter.
Artens utbredningsområde är Sumatera. Inga underarter finns listade i Catalogue of Life.